# Pärlödla
Pärlödla (Timon lepidus) är en ödla i familjen egentliga ödlor som förekommer i sydvästra Europa. Den blir vanligen mellan 40 och 70 centimeter lång men stora individer kan bli upp till 90 centimeter långa och arten är därmed Europas största egentliga ödla.

## Kännetecken
Pärlödlan är en robust byggd ödla med lång svans, kraftiga ben och en tydlig hals. Hanarna är i genomsnitt större än honorna och hanarnas huvud är proportionellt sett kraftigare än honornas. En fullvuxen hane mäter oftast mellan 55 och 70 centimeter inklusive svansen och honorna omkring 45 centimeter. Högsta längd är 90 centimeter. Ungefär två tredjedelar av längden utgörs av svansen. Ovansidan av kroppen på en fullvuxen pärlödla är grönaktig till grågrönaktig, ibland delvis brunaktig mot huvudet och svansen, med svart mönstring bestående av mer eller mindre fullständiga och oregelbundet sammanhängande cirklar och prickar. På kroppssidorna finns blå fläckar som ofta helt eller delvis är omgivna av svart. Hanen har fler och tydligare och klarare blå fläckar än honan. Unga ödlors färgteckning skiljer sig från de fullvuxnas, grundfärgen är mer gröngul, men kan också vara brunaktig, och de har spridda ögonfläckar med ljus mitt och svart kant över hela kroppen och lite blå fläckar på sidorna.

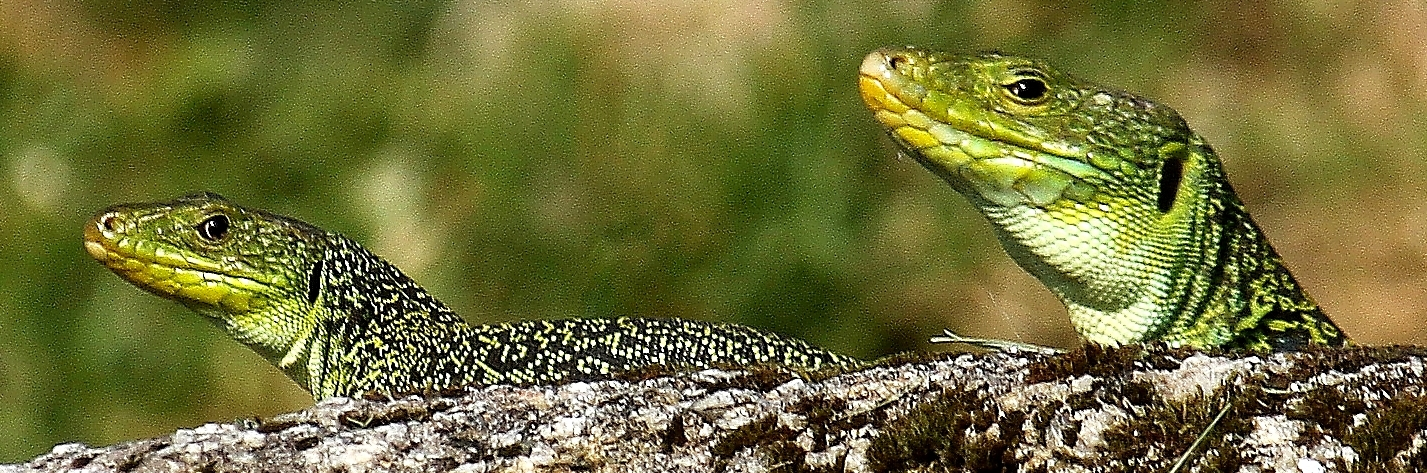
Fullvuxna pärlödlor, hona och hane, att hanen har kraftigare huvud är typiskt.

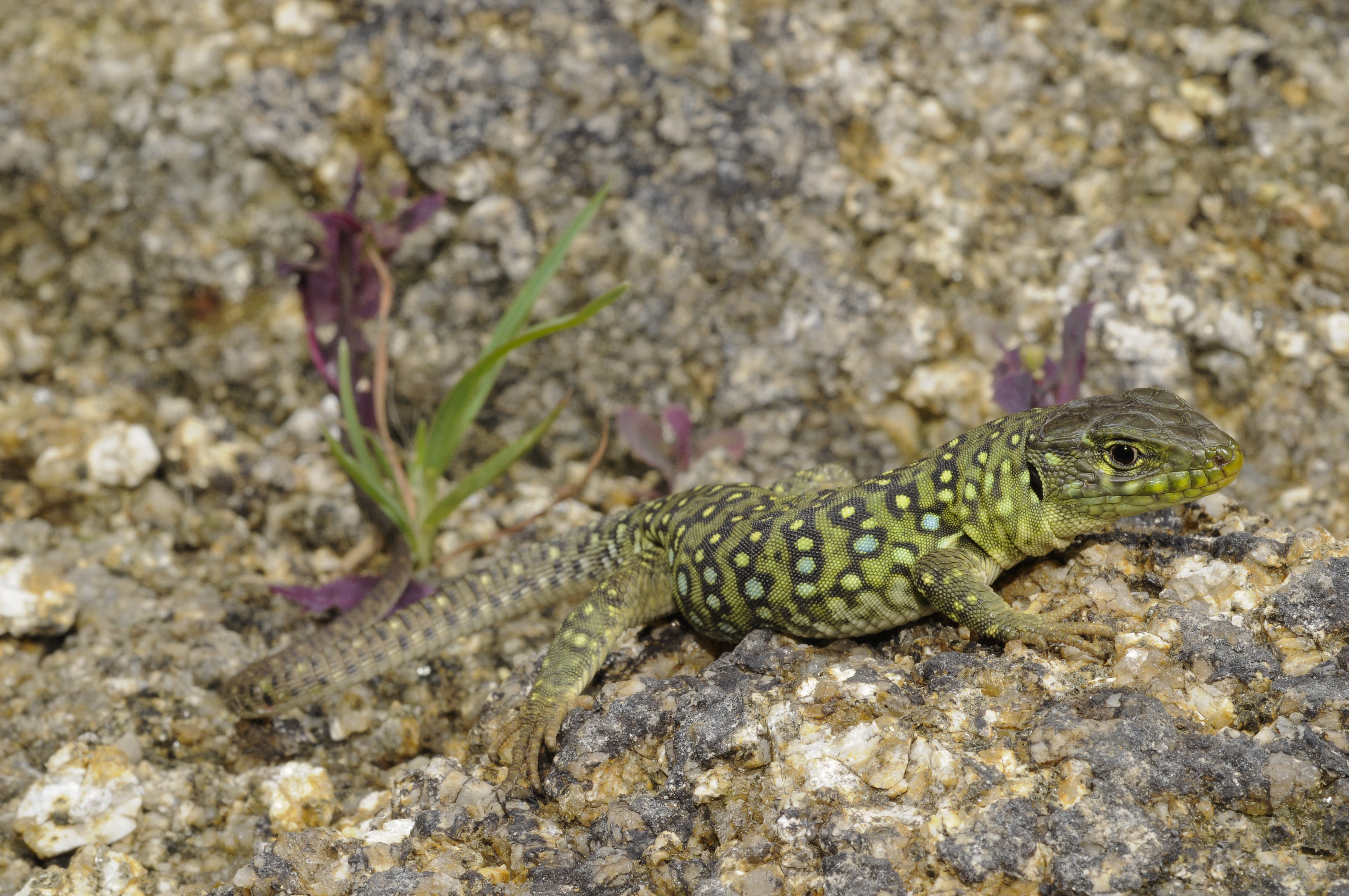
Ung pärlödla med juvenil färgteckning.

## Underarter
Det finns fyra beskrivna underarter för pärlödlan:
- Timon lepidus ibericus - förekommer på nordvästra Iberiska halvön
- Timon lepidus lepidus - nominatunderarten, förekommer på Iberiska halvön, i södra Frankrike och nordvästra Italien
- Timon lepidus nevadensis - förekommer i sydöstra Spanien
- Timon lepidus oteroi - förekommer på Salvora (nordvästra Spanien)

## Status
Pärlödlan är rödlistad som nära hotad av Internationella naturvårdsunionen och den är upptagen på Bernkonvensionens lista som skyddad enligt appendix II. Populationstrenden är minskande, främst på grund av habitatförlust, förorening och förgiftning orsakad av bekämpningsmedel och i många delar av utbredningsområdet har den blivit sällsyntare.

## Levnadssätt
Pärlödlan är marklevande och föredrar torra och öppna områden med inslag av skyddande vegetation och håligheter. Öppna skogar, buskmarker och ängar är miljöer där den kan förekomma. Den kan även förekomma i olivlundar och vinodlingar. Ödlan söker gärna skydd bland stenar eller i busksnår. Stenmurar är därför ett inslag i landskapet som gynnar arten. Även gamla kaninhål och andra håligheter i marken kan användas som gömsle. Den kan återfinnas från låglänta kustområden upp till en höjd av åtminstone 2 000 meter över havet (maxhöjd anges av IUCN som 2 500 meter över havet).
Ödlan är dagaktiv och värmer som andra ödlor sig i solen för att få upp temperaturen. Dess föda består främst av insekter och andra ryggradslösa djur, men ödlan äter också vilda bär, och individerna kan klättra upp i träd för att få tag i fågelägg och ibland tar de även små ryggradsdjur. Arten har sin mest aktiva period mellan april och september. Under vintern går ödlan i dvala i någon skyddad hålighet. När dvalan börjar och hur lång den är beroende på klimatet, den börjar tidigare i norr än i söder och den varar längre i norr än i söder. I söder brukar vinterdvalan vara från november till slutet av februari. Pärlödlor i de nordligaste delarna av utbredningsområdet vaknar ur vinterdvalan först mot slutet av mars. Fortplantningen är ovipar och honorna lägger fem till tjugotvå ägg.